# Bronsjakamar
Bronsjakamar (Galbula leucogastra) är en fågel i familjen jakamarer inom ordningen jakamar- och trögfåglar.

## Utbredning och systematik
Fågeln förekommer i centrala Amazonområdet från östra Colombia och södra Venezuela österut till Guyanaregionen och söderut till sydöstra Peru (Madre de Dios), norra Bolibia och sydcentrala Amazonområdet i Brasilien (söderut till Mato Grosso). Den behandlas som monotypisk, det vill säga att den inte delas in i några underarter.

## Status
IUCN kategoriserar arten som livskraftig.